# Elsa Brändström

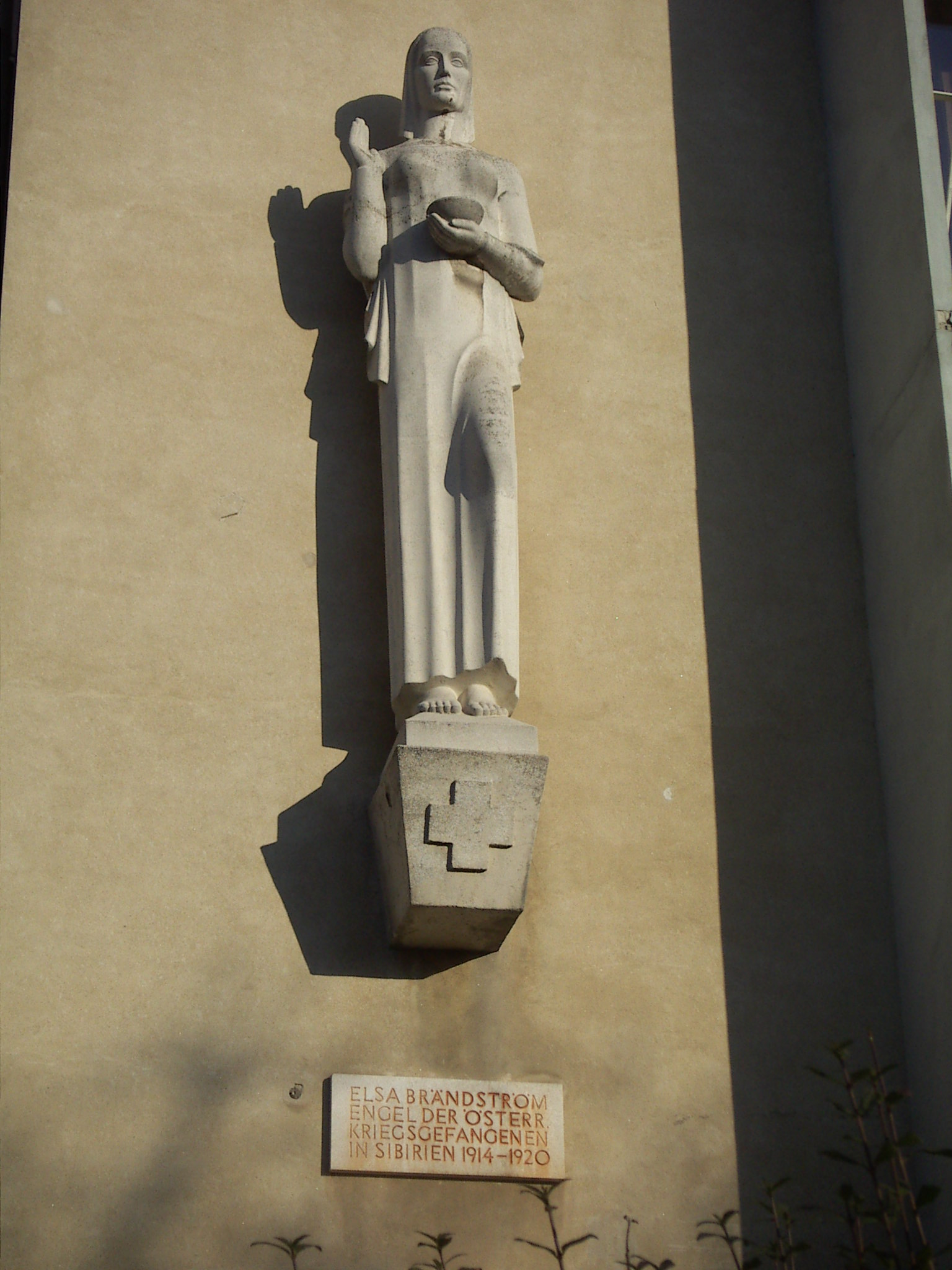
Statuia Elsa Brändström în Krems an der Donau

Elsa Brändström (n. 26 martie 1888, Sankt Petersburg – d. 4 martie 1948, Boston, SUA) a fost o filantropă suedeză, fiind numită „Ingerul din Siberia” de prizionierii de război,  Rusia din primul război mondial.

## Biografie
Elsa Brändström a fost fiica atașatului diplomatic militar sudez din Rusia, Edvard Brändström și a soției sale Anna Eschelsson. Elsa urmează cursul seminarului pedagogic din Stockholm, în 1908 se reîntoarce la casa părintească în Sankt Petersburg. In anul 1913 moare mama ei, iar Elsa la izbucnirea primului război mondial se prezintă voluntar ca soră medicală în armata rusă. In 1915 va ajunge cu „Crucea Roșie” în Siberia unde va îngriji prinzionerii de război germani. La întoarcere în Sankt Petersburg va contribui la formarea unei organizații suedeze de ajutor a prinzionerilor de război. Munca ei va fi îngreunată mult de izbucnirea Revoluției din Octombrie, când i se retrage dreptul de muncă, cu toate acestea Elsa nu se lasă descurajată. Intre anii 1919 - 1920 călătorește de mai multe ori în Siberia, iar în anul 1920 va fi arestată în Omsk. In cele din urmă se va reîntoarce în Suedia unde lansează o acțiune de ajutor financiar a prinzionerilor de război. In anul 1922 va publica cartea „Prinzionerii de război din Rusia și Siberia între anii 1914–1920”. In continuare ea se ocupa de înființarea unui sanatoriu la Räckelwitz pentru muncitori și prinzionerii germani întorși din Rusia, precum și un orfelinat la Lychen pentru orfanii de război. In anul 1923 sosește în SUA unde ține timp de 6 luni mai multe prelegeri cu scopul de aduna bani pentru orfelinate. In anul 1929 va pleca din nou în Rusia și în același se va căsători cu profesorul universitar „ Robert Ulich” mutându-se la Dresda. In anul 1931 vinde din avutul ei pentru a ajuta orfelinatele de copii. Elsa va întemeia „Organizația femeilor  Elsa Brändström” formată în parte din fetele din orfelinat. La 3 ianuarie 1932 se va naște în Dreda fiica ei „Brita”. In 1933 soțul ei „Robert Ulich” este numit profesor la Universitatea Harvard (SUA) unde se va muta toată familia, aici Elsa va organiza ajutor emigranților și refugiațiaților austrieci și germani sosiți în SUA. Spre sfârșitul celui de al doilea război mondial va mai iniția acțiuni de ajutorare a copiilor din Germania prin organizații ca „Cooperative for American Relief in Europe” și „Council of Relief Agencies Licensed for Operation in Germany”. Ultima ei călătorie în Germania planificată de Elsa nu mai poate fi dusă la îndeplinire deoarece va muri fiind bolnavă de cancer osos. Elsa Brändström va îmormântată la biserica „Gustav-Adolf” din Stockholm.
In Austria și Germania există nenumărate școli, străzi sau instituții numite după „Elsa Brändström”.